# Vijverloper
De vijverloper (Hydrometra stagnorum) is een insect uit de onderorde van de wantsen (Heteroptera). De soort werd vermeld door Carl Linnaeus in de tiende editie van Systema naturae uit 1758.

## Kenmerken
De wants wordt 9 tot 12 millimeter lang, en heeft een zeer dun en langwerpig lichaam met lange, sprieterige poten en antennes. De kleur is zwart met een blauwe gloed. De kop is zeer langwerpig, de ogen zijn ongeveer op een derde van de koplengte vanaf het borststuk gepositioneerd.

## Leefwijze
Deze vrij algemene oppervlaktewants jaagt op insecten die bovenkomen om adem te halen en op in het water gevallen insecten. Hij is overdag actief, en schuilt in moerashyacint (Pontederia cordata). Ze vinden hun prooi door af te gaan op trillingen van het wateroppervlak.
De vijverloper lijkt uiterlijk enigszins op de beekloper en de schaatsenrijder, maar beide soorten behoren tot andere families. De vijverloper is veel dunner dan de beekloper en heeft geen schokkende voortbeweging zoals de schaatsenrijder. De vijverloper loopt traag en hoog op zijn dunne poten, en houdt zich bij voorkeur in de begroeide oeverzone op. Alle poten worden gebruikt voor de voortbeweging, de prooien (ook watervlooien) worden beslopen en met de lange zuigsnuit leeggezogen.

## Voortplanting
Ze paren soms in groepen. Allereerst wordt er door het vrouwtje een druppel rubberachtige kleefstof op een plantenstengel of blad geplakt. Daar komt een steeltje aan en daarop komt het ei. Het uitkomende oranje larfje vertoont al veel gelijkenis met het volwassen exemplaar. Ze hebben direct al de vlijmscherpe steeksnuit, die ze zorgvuldig poetsen.

## Verspreiding en leefgebied
Deze soort komt voor in Europa op stilstaande wateren.

## Soorten
Naast de hier besproken soort Hydrometra stagnorum bestaan er nog meer, sterk gelijkende soorten zoals de kleine vijverloper (Hydrometra gracilenta).